# Brejo de Areia
Brejo de Areia is een gemeente in de Braziliaanse deelstaat Maranhão. De gemeente telt 5.505 inwoners (schatting 2009).